# Josh Brownhill
Joshua Brownhill (* 19. prosince 1995 Warrington) je anglický profesionální fotbalista, který hraje na pozici středního záložníka za anglický klub Burnley FC.

## Klubová kariéra

### Preston North End
Brownhill, bývalý člen akademie Manchesteru United, se na začátku sezony 2012/13 připojil k mládežnickému týmu Prestonu North End a 8. října 2013 debutoval v A-týmu jako náhradník v utkání Football League Trophy proti Oldhamu Athletic. Brownhill vstřelil vítězný gól při svém debutu v League One proti Gillinghamu, a to 19. října 2013. Po dvou a půl sezónách, kdy se nedokázal plně prosadit do základní sestavy Prestonu, odešel z druholigového týmu na půlroční hostování do třetiligového Barnsley.

### Bristol City
V létě 2016 přestoupil Brownhill do Bristolu City jako volný hráč po skončení smlouvy v Prestonu. V týmu, který hrál v Championship o záchranu, vstřelil Brownhill svůj první gól 29. dubna 2017 v zápase proti Brightonu & Hove Albion, utkání skončilo výhrou Bristolu 1:0, který se tak udržel ve druhé nejvyšší soutěži.
V následujících sezónách se stal Brownhill jedním z klíčových hráčů mužstva a v lednu 2020 Bristol opustil po odehrání více než 150 soutěžních utkání, v nichž vstřelil 17 branek a připsal si na své konto i 12 asistencí.

### Burnley
Brownhill přestoupil 30. ledna 2020 do prvoligového Burnley za částku okolo 10 milionů euro. Dne 22. února 2020 debutoval Brownhill za klub při domácím vítězství 3:0 nad Bournemouthem.
Ve své druhé sezóně v dresu Burnley se dokázal Brownhill začlenit do stabilní základní sestavy.
Svůj první gól v Premier League a zároveň první gól v dresu Clarets vstřelil 19. února 2022 proti Brightonu. Burnley po sezóně 2021/22 sestoupilo do EFL Championship a řada klíčových hráčů z týmu odešla, Tarkowski s McNeilem zamířili do Evertonu, brankář Pope posílil Newcastle. Brownhill však v klubu setrval a pomohl týmu vedenému novým trenérem Vincentem Kompanym k postupu hned po jednom roce zpátky mezi anglickou elitu.